# Base forta
Una base forta en química, és aquella base química que es dissocia quantitativament en dissolució aquosa, en condicions de pressió i temperatura constants. A més fonamentalment són capaces d'acceptar protons H+. Una reacció d'aqueste tipus és:
{\displaystyle BOH\rightarrow B^{+}+OH^{-}}
per a bases hidroxíliques, i
{\displaystyle BX\rightarrow B^{-}+X^{+}}
{\displaystyle B^{-}+H_{2}O\rightarrow BH+OH^{-}}
per a bases no hidroxíliques.

## Exemples de bases fortes
- NaOH, Hidròxid de sodi
- LiOH, Hidròxid de liti
- KOH, Hidròxid de potassi

Hi ha altres bases fortes no hidroxíliques, la força de les quals s'entén segons la segona reacció mostrada abans. Alguns exemples notables són:
- n-BuLi, n-butil-liti
- C₆H14LiN, diisopropilamida de liti o LDA
- NaNH₂, amidur de sodi
- NaH, hidrur de sodi